# Nikołaj Korolow
Nikołaj Andrianowicz Korolow (ros. Николай Андрианович Королёв, ur. 1907 we wsi Podolino w guberni nowogrodzkiej, zm. 1986 w Moskwie) – radziecki wojskowy, polityk i funkcjonariusz służb specjalnych, wiceminister bezpieczeństwa państwowego ZSRR (1950-1951).

## Życiorys
Do 1925 uczył się w szkole fabryczno-zawodowej, od października 1924 członek RKP(b)/WKP(b), od maja 1925 do grudnia 1926 sekretarz jaczejki Komsomołu w fabryce w Borowiczach, od marca 1929 w Armii Czerwonej, 1931-1933 instruktor szkoły wojskowej Leningradzkiego Okręgu Wojskowego, od października 1933 do stycznia 1939 studiował w Akademii Wojskowo-Powietrznej im. Żukowskiego, następnie pracował w NKWD. Od 4 lutego do 1 grudnia 1939 szef Wydziału Specjalnego NKWD 1 Armii Powietrznej Specjalnego Przeznaczenia w stopniu kapitan bezpieczeństwa państwowego, od 1 grudnia 1939 do 28 marca 1940 szef Wydziału Specjalnego NKWD 1 Armii Powietrznej Leningradzkiego Okręgu Wojskowego, od 28 marca do 19 września 1940 szef Wydziału Specjalnego NKWD Odeskiego Okręgu Wojskowego, od września 1940 do sierpnia 1941 zastępca szefa Wydziału Specjalnego NKWD Północnokaukaskiego Okręgu Wojskowego, od czerwca 1941 pułkownik, w sierpniu-wrześniu 1941 szef Wydziału Specjalnego NKWD 19 Armii Frontu Zachodniego, od września 1941 do stycznia 1942 zastępca szefa Wydziału Specjalnego NKWD Frontu Zachodniego, 11 września 1941 mianowany majorem bezpieczeństwa państwowego. Od 3 stycznia do 21 maja 1942 szef Wydziału Specjalnego NKWD Frontu Północno-Zachodniego w stopniu starszego majora bezpieczeństwa państwowego, od 21 maja do 4 sierpnia 1942 szef Wydziału Specjalnego NKWD Frontu Północno-Kaukaskiego, od 4 sierpnia 1942 do 13 marca 1943 szef Wydziału Specjalnego NKWD Frontu Briańskiego, 14 lutego 1943 awansowany na komisarza bezpieczeństwa państwowego. Od 13 do 28 marca 1943 szef Wydziału Specjalnego NKWD Frontu Orłowskiego, od 28 marca do 29 kwietnia 1943 ponownie szef Wydziału Specjalnego NKWD Frontu Briańskiego, następnie przeniesiony z NKWD do kontrwywiadu Armii Czerwonej - od 29 kwietnia do 15 lipca 1943 szef Zarządu Kontrwywiadu Ludowego Komisariatu Obrony Stepowego Okręgu Wojskowego, od 26 maja 1943 generał major, od 15 lipca do 17 listopada 1943 szef Wydziału Kontrwywiadu Ludowego Komisariatu Obrony Frontu Stepowego. Od 17 listopada 1943 do 10 czerwca 1945 szef Zarządu Kontrwywiadu Ludowego Komisariatu Obrony 2 Frontu Ukraińskiego, 31 lipca 1944 awansowany na generała porucznika, od 10 czerwca 1945 do 9 czerwca 1947 szef Zarządu Kontrwywiadu Ludowego Komisariatu Obrony/MGB ZSRR Centralnej Grupy Wojsk. Od 9 czerwca do 10 listopada 1947 szef Zarządu Kontrwywiadu Grupy Wojsk Radzieckich w Niemczech, od 10 listopada 1947 do 3 stycznia 1951 szef III Głównego Zarządu MGB ZSRR, od 31 grudnia 1950 do 26 sierpnia 1951 zastępca ministra bezpieczeństwa państwowego ZSRR ds. milicji.
3 listopada 1951 aresztowany, 1952 wykluczony z partii, 31 grudnia 1953 zwolniony z aresztu, w czerwcu 1954 zwolniony ze służby.

## Odznaczenia
- Order Lenina (24 kwietnia 1944)
- Order Czerwonego Sztandaru (dwukrotnie - 1 kwietnia 1943 i 20 lipca 1949)
- Order Kutuzowa II klasy (28 kwietnia 1945)
- Order Bohdana Chmielnickiego II klasy (13 września 1944)
- Order Wojny Ojczyźnianej I klasy (27 sierpnia 1943)
- Order Czerwonej Gwiazdy (2 stycznia 1942)
- Odznaka "Zasłużony Funkcjonariusz NKWD" (2 lutego 1942)

I medale.